# CD Cobreloa
A Club de Deportes Cobreloa egy chilei labdarúgóklub, melynek székhelye az Atacama-sivatagban található Calama városa. 

## Történelem
A klubot 1977 január 7-én alapították, így meglehetősen fiatal egyesületnek számít. A Cobreloa elnevezés két szó kombinációjából jött létre, melyek a spanyol Cobre és a Loa szavak. Előbbi jelentése réz, utóbbi pedig Chile leghosszabb folyójának (Río Loa) elnevezésére utal. Megalakulásukat követően  gyorsan felkerültek a chilei élvonalba. 
1981-ben és 1982-ben bejutottak a Libertadores kupa döntőjébe, de mindkétszer alulmaradtak. Először a brazil Flamengo, majd ezt követően az uruguayi Peñarol ellenében. A chilei bajnokságot 8 alkalommal nyerték meg. 

## Sikerlista
- Chilei bajnok (8):  1980, 1982, 1985, 1988, 1992, 2003-A, 2003-C, 2004-C
- Copa Libertadores döntős (2): 1981, 1982